# Лук неаполитанский
Лук неаполитанский (лат. Allium neapolitanum) — вид многолетних травянистых растений рода Лук (Allium) семейства Амариллисовые (Amaryllidaceae).
В диком виде произрастает на равнинных участках Средиземноморской области: Атлантическая и Южная Европа, Северная Африка, Западная Азия.

## Ботаническое описание
Многолетнее травянистое растение, (15) 25—60 (100) см высотой. Стебель прямостоячий. Луковица яйцевидная или почти шаровидная, 1,5—2,5 см длиной и 1—2 см в диаметре; чешуи цельные, белые; дочерние луковички многочисленные, розовые, разрывающие чешуи родительской луковицы. Листья зелёные, голые, уплощённые, линейно-ланцетные или ремневидно-линейные, 15—60 см длиной и 0,4—1 (2) см шириной, сгруппированы по 2—10 у основания стебля.
Цветки блюдцевидные или ширококолокольчатые, 1—1,5 см в диаметре, белые или розовые, с бледно-зелёными, розоватыми или коричневатыми отметинами в центре, собраны по 8—20 в плоские или полушаровидные зонтиковидные соцветия (5—8 см в диаметре) на вертикальных цветоносах. Покрывало яйцевидное, короткое (0,7—2 см длиной), разрывается с одной стороны. Цветоножки 1,5—3,5 см длиной. Наружные листочки околоцветника широкоэллиптические, внутренние — эллиптические, тупые. Тычиночные нити 5—7 мм длиной; столбик длиннее тычинок. Коробочки яйцевидные, бледно-коричневые, трёхгнёздные, 5—8 мм длиной. Семян 4—12, чёрные.

## Хозяйственное значение и применение
Может быть использован в качестве декоративного растения.

## Синонимы
- Allium album Santi
- Allium amblyopetalum Link
- Allium candidissimum Cav.
- Allium candidum C.Presl
- Allium cowanii Lindl.
- Allium gouanii G.Don
- Allium inodorum Aiton
- Allium lacteum Sm.
- Allium laetum Pollini
- Allium liliflorum Zeyh.
- Allium sieberianum Schult. & Schult.f.
- Allium subhirsutum Delile ex Boiss.
- Allium subhirsutum Sieber ex Kunth
- Allium subhirsutum subsp. album (Santi) Maire & Weiller
- Allium sulcatum DC.
- Geboscon inodorum (Aiton) Thell.
- Nectaroscordum neapolitanum (Cirillo) Galasso & Banfi
- Nothoscordum inodorum (Aiton) G.Nicholson